# Zeche Waldhorn
Die Zeche Waldhorn war ein Steinkohlebergwerk in Hacheney, einem Stadtteil des Dortmunder Stadtbezirks Hörde.

## Geschichte
Das Bergwerk befand sich im Pferdebachtal unweit von Schloss Brünninghausen und dem heutigen Rombergpark. Es gehörte zum umfangreichen Bergwerksbesitz der Familie von Romberg. Die Geschichte der Zeche Waldhorn beginnt im Jahr 1742. Ab 1749 wurde gemeinsam mit der Nachbarzeche Goyenfeld ein Stollen vorangetrieben. 
Hauptabnehmer der Kohle der Zeche Waldhorn war die Saline Königsborn. Später wurde das Grubenfeld des Bergwerks durch die Zeche Crone übernommen.